# E10
För andra betydelser, se E10 (olika betydelser).

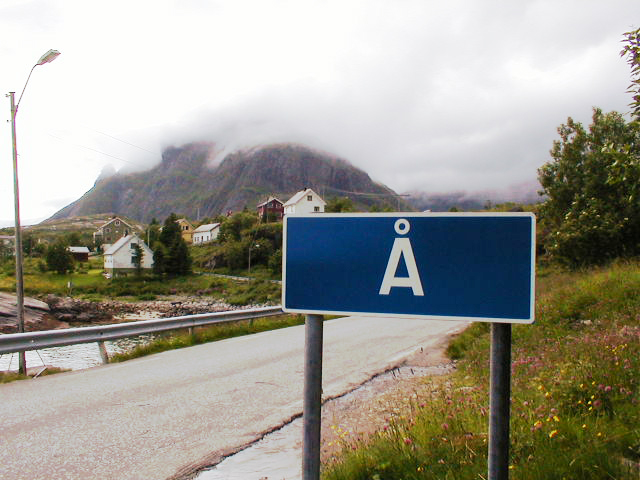
E10 vid Å, 4–5 meter bred.

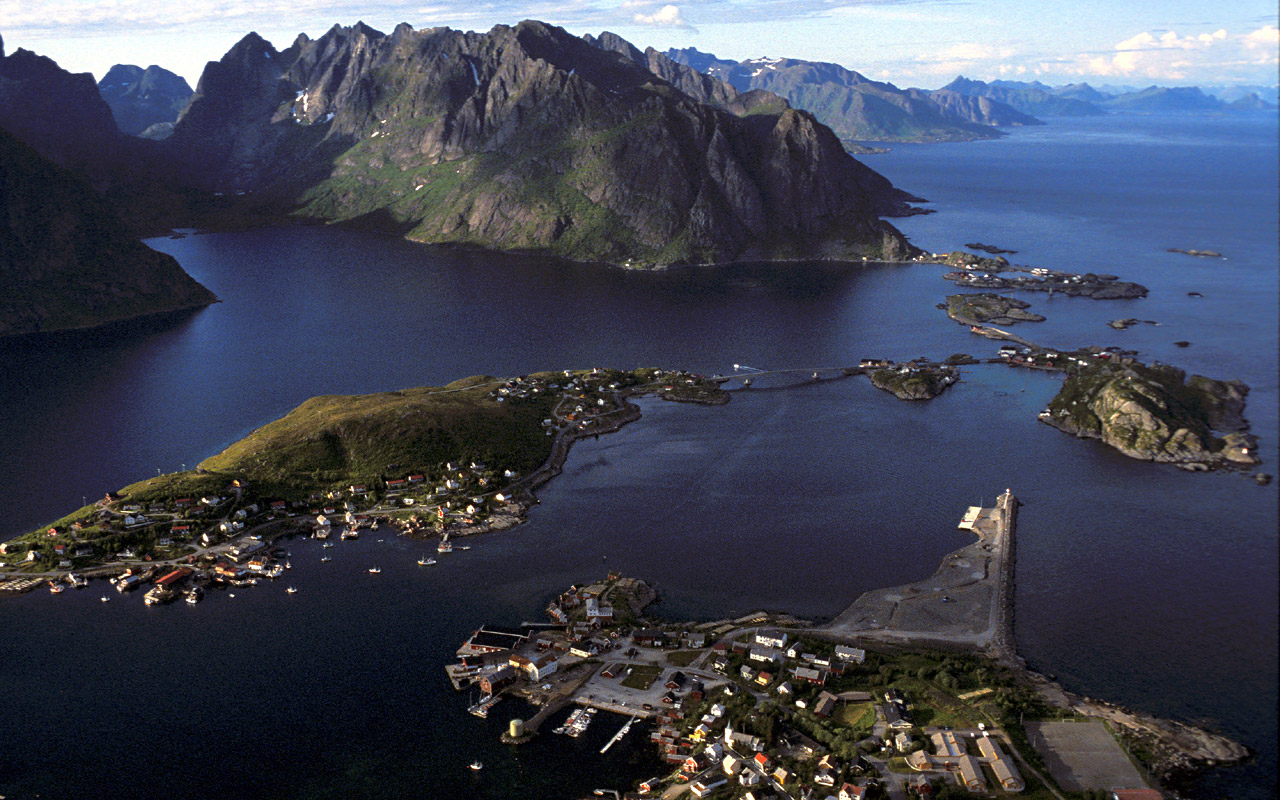
E10 går på broar mellan öarna vid Reine nära Å. Denna utsikt har ansetts så vacker att den använts på förstasidan på åtskilliga turistbroschyrer och böcker.

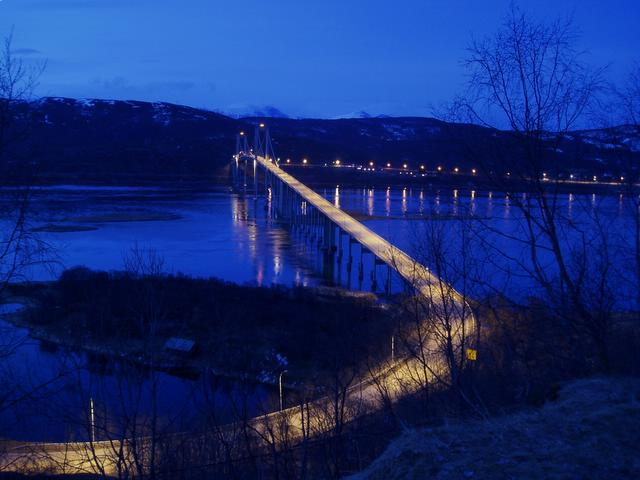
Tjeldsundsbron i Norge.

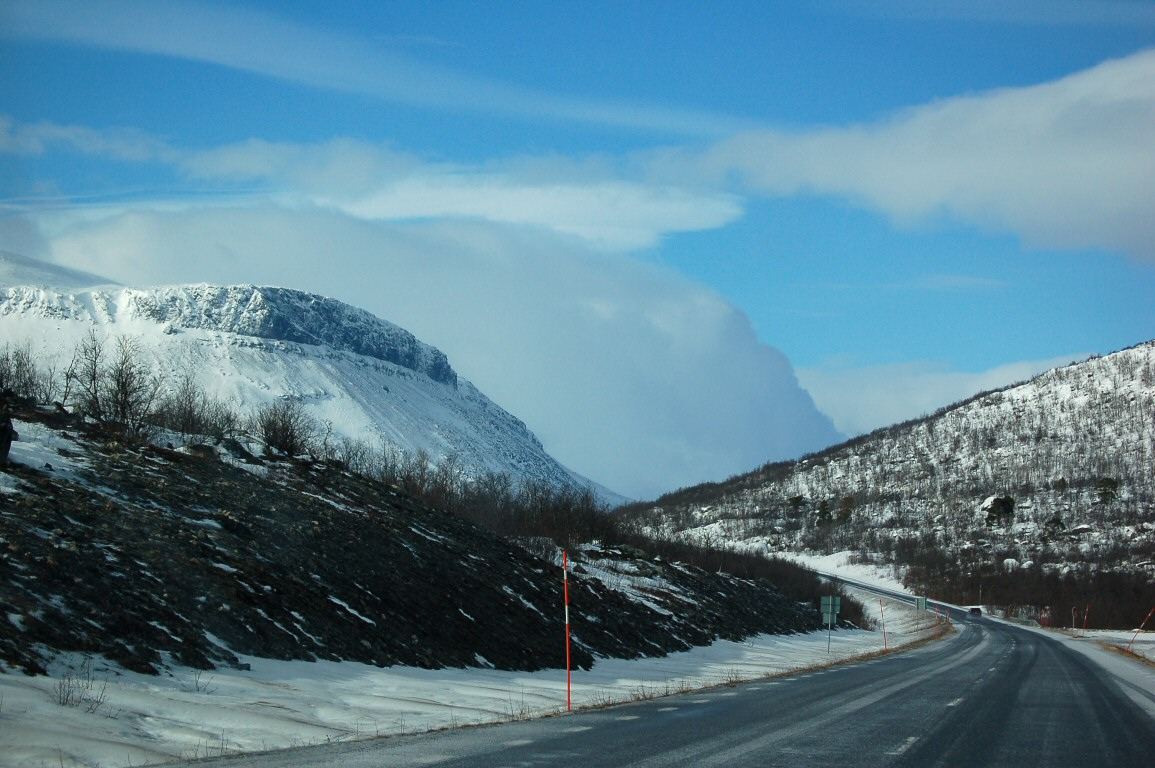
E10 norr om Kiruna vid Kaisepakte.

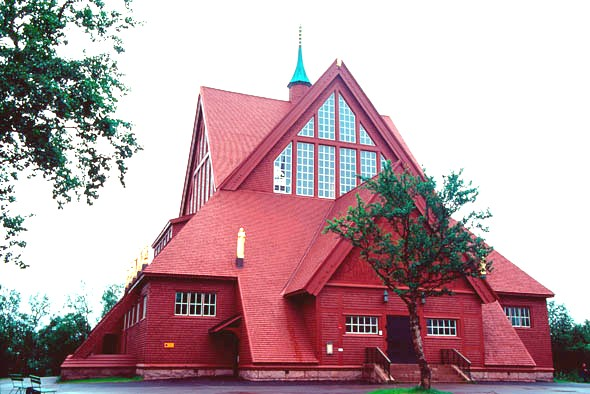
Kiruna kyrka.

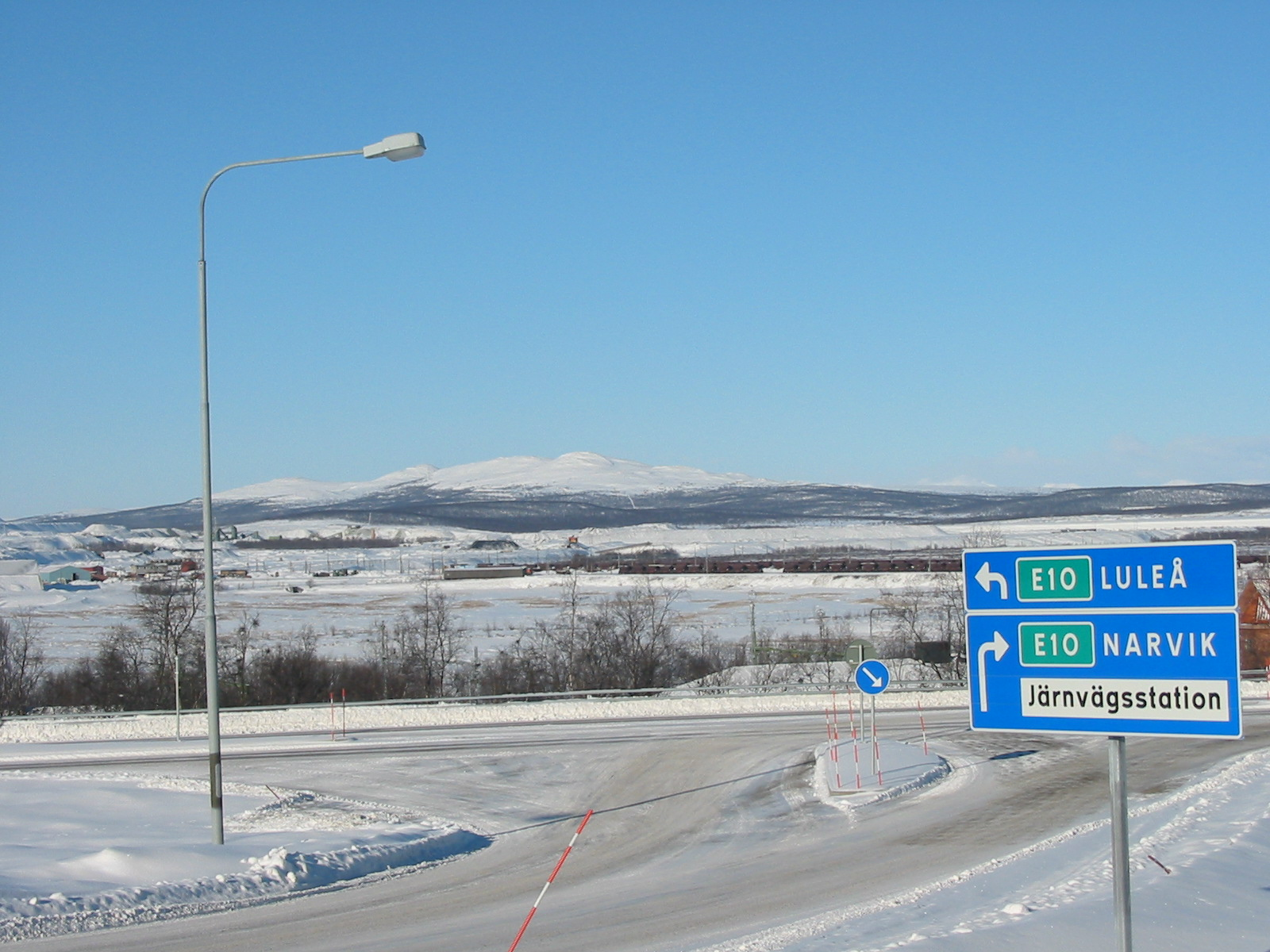
E10 vid Kiruna.

E10 eller Europaväg 10 är en europaväg som går mellan Å i Norge och Luleå i Sverige.
Den är 850 kilometer lång, varav 470 kilometer i Sverige och 380 kilometer i Norge.

## Historik

### Nummerhistorik
Vägen fick namnet E10 år 1992. Innan dess hette den riksvei 19 på norska sträckan Å–Narvik, samt i Sverige riksväg 98 Riksgränsen–Töre (från 1962). Före 1962, från 1940-talet, hette den i Sverige väg 396 Kiruna–Svappavaara, väg 343 Svappavaara–Gällivare och väg 386 Gällivare–Töre.
E10 var före 1985 beteckningen på sträckan Paris–Bryssel–Amsterdam–Groningen.

### Bygghistorik
På 1890-talet fanns en väg Överkalix–Gällivare, och dagens väg följer denna nästan helt. Vägen var planerad och byggd troligen inte långt före denna tid. Den har förbättrats och asfalterats senare. Sträckan Töre–Överkalix (Gyljen), besiktigades 1848-05-13 enligt Post & inrikes tidningar. Det var en väg av klart krokigare och ålderdomligare karaktär. Den delen har rätats och breddats senare, troligen omkring 1950-talet, men utan större avvikelser från den gamla vägen. Vägen Gällivare–Kiruna fanns inte alls på 1890-talet, men byggdes troligen nära efter Kirunas grundande år 1900.
Vägen Kiruna–Riksgränsen byggdes 1977–1982. Denna väg innebar att man för första gången kunde nå Abisko och Riksgränsens anläggningar med bil, vilket tidigare inte hade gått då man var hänvisad till Malmbanan. Innan vägen byggdes gick biltåg på sträckan Narvik–Kiruna. Norska delen Riksgränsen–E6 byggdes 1980-1984. Dock fanns en mycket liten väg på denna sträcka som byggdes på 1940-talet av krigsfångar som tyska trupper höll i Björnfjell under andra världskriget. Krigsfångarna kom från olika sovjetrepubliker och vägen var en reservväg för tyskarna om järnvägen skulle bli saboterad. Järnvägen klarade sig oskadd genom kriget och reservvägen användes aldrig (järnvägen sprängdes alldeles efter tyska invasionen, när vägen inte fanns, men reparerades). När sträckan byggdes 1980–1984 gjordes det till stora delar på vägen som tyskarna låtit krigsfångarna bygga.
På norska sidan invigdes 1 december 2007 en stor genväg som anslöt Lofoten direkt till fastlandet utan färja (färjan Melbu-Fiskebøl ingick innan dess i E10). Det förkortade vägen cirka 30 km och körtiden minst en timme. Projektet kallades "Lofast".
Långa bitar av E10 i Vesterålen byggdes på 1800-talet, och delvis har väldigt lite gjorts för att förbättra dem utöver asfaltering. De hade dock luckor och långa färjor bland annat mellan Narvik och Evenes sattes in i början på 1900-talet. Väg Bjerkvik–Evenes fanns från 1938. Tjeldsundbrua invigdes 1967, innan dess var det färja. På Lofoten fanns vissa vägar på 1800-talet, men båt var länge det enda fungerande transportmedlet. Först på 1960-talet kunde man köra bil till Å, men med flera färjeöverfarter.

## Sträckning
Å – Svolvær – Narvik – (gräns Norge–Sverige) – Riksgränsen – Kiruna – Gällivare – Överkalix – Töre – Luleå
Orten Å ligger på Lofoten. Vägen skyltas västerut: Kiruna, Narvik och Å i Lofoten. Österut skyltas den: Narvik, Kiruna och Luleå.
E10 går gemensamma sträckor med tre andra europavägar:
- nära Narvik
- norr om Gällivare
- från Töre till Luleå.

Den möter följande riks- och länsvägar i Sverige:
- (gemensamt 66 km)
- (gemensamt 46 km)

E10 korsar följande järnvägar, samtliga planskilt
- Malmbanan, en gång, i Luleå
- Haparandabanan, en gång, i Morjärv

I Norge korsar E10 ingen järnväg.

## Standard
E10 har ingen motorväg eller motortrafikled på den egna sträckan, utan E10 är 6,5 – 9 meter bred landsväg inom Sverige. Däremot finns en kort motortrafikled gemensam med E4 nära Luleå. Vägen har inga egna trafikplatser inom Sverige. Däremot finns några gemensamma med E4 på sträckan Töre–Luleå.
Området kring gränsen når över kalfjället och är känslig för snöstormar och stängs av flera 10-tals gånger varje vinter.
Inom Norge är vägen relativt krokig landsväg, bitvis mycket smal. En del sträckor är nyare och av bättre standard. Nära Å är vägen extremt smal, under 5 m, vilket skapar stora problem för de många turistbussarna. Några broar nära Å är ännu smalare, vilket kräver reglering med trafikljus. En motivering till att behålla vägen sådan kan vara att behålla den vilda känslan. Att bygga bred motortrafikled hade förstört den. Det finns 18 tunnlar på E10 i Norge idag, och många broar. Den längsta tunneln idag är Sørdalstunnelen (6 338 m) och den längsta bron är Tjeldsundbrua (1 007 m). Se även tabellen över korsningar med mera.
Hastighetsgränser
- 90 km/h – Djuphamn–Nautå (mellan Tjeldsund-Evenes) – 14 km
- 90 km/h – Snubba-Herjangen (mellan Evenes-Bjerkvik) – 14 km
- I övrigt i Norge högst 80 km/h
- 90 km/h – Riksgränsen-Kiruna – 125 km
- 80 km/h – förbi Kiruna – 10 km
- 80 km/h – Kiruna-Jukkasjärvikrysset – 7 km
- 100 km/h – Jukkasjärvikrysset-Puoltikasvaara – 58 km
- 90 km/h – Puoltikasvaara-Madejärvi – 13 km
- 100 km/h – Madejärvi-Gyljen – 147 km
- 80 km/h – Gyljen-Överkalix – 8 km
- 90 km/h – Överkalix-Morjärv – 30 km
- 100 km/h – Morjärv-Töre – 18 km
- 110 km/h – Töre-Luleå – 49 km

Det finns kortare sträckor på upp till 2 km som har lägre gräns. Hastighetsgränser i Norge finns i norska Wikipedia.

## Korsningar och trafikplatser
|                                                                                                | Nr | Namn                | Skyltning                                               |
| ---------------------------------------------------------------------------------------------- | -- | ------------------- | ------------------------------------------------------- |
|                                                                                                |    | Trafikplats Töre    | Haparanda                                               |
|                                                                                                |    | Morjärv             | Boden                                                   |
|                                                                                                |    | Överkalix           | Övertorneå, Sverige, Pajala                             |
|                                                                                                |    | Leipojärvi          | Pajala                                                  |
|                                                                                                |    | utanför Gällivare   | Gällivare (E10 svänger)                                 |
|                                                                                                |    | utanför Gällivare   | Gällivare                                               |
|                                                                                                |    | Svappavaara         | Karesuando                                              |
|                                                                                                |    | Kiruna              |                                                         |
|                                                                                                |    | Riksgränsen         | Gräns Sverige-Norge                                     |
|                                                                                                |    | Trældal             | 7575 Narvik (E10 svänger)                               |
|                                                                                                |    | Trældaltunnelen     | 1110 m                                                  |
|                                                                                                |    | Leirviktunnelen     | 549 m                                                   |
|                                                                                                |    | Bjerkvik            | Alta                                                    |
|                                                                                                |    | Tjeldsund bru       | 1007 m (68°37′42″N 16°34′40″Ö / 68.62836°N 16.577854°Ö) |
|                                                                                                |    | Tjeldsund           | 83 Harstad (E10 svänger)                                |
|                                                                                                |    | Kåringen            | 85 Lødingen (E10 svänger)                               |
|                                                                                                |    | Gullesfjordbotn     | 85 Sortland (E10 svänger)                               |
|                                                                                                |    | Sørdalstunnelen     | 6338 m                                                  |
|                                                                                                |    | Ingelsfjordtunnelen | 1260 m                                                  |
|                                                                                                |    | Raftsundtunnelen    | 1530 m                                                  |
|                                                                                                |    | Raftsundbrua        | 711 m (68°27′27″N 15°11′25″Ö / 68.45756°N 15.190144°Ö)  |
|                                                                                                |    | Myrlandstunnelen    | 1966 m                                                  |
|                                                                                                |    | Sløverfjordtunnelen | 3337 m, 112 m under havet                               |
|                                                                                                |    | Fiskebøl            | 85 Sortland                                             |
|                                                                                                |    | Svolvær             |                                                         |
|                                                                                                |    | Gimsøystraumen bru  | 839 m (68°09′16″N 13°32′02″Ö / 68.154443°N 13.533955°Ö) |
|                                                                                                |    | Leknes              | 818 Ballstad (E10 svänger)                              |
|                                                                                                |    | Nappstraumtunnelen  | 1776 m, 63 m under havet                                |
|                                                                                                |    | Fjøsdalen tunnel    | 1641 m                                                  |
|                                                                                                |    | Seljelitunnelen     | 1052 m                                                  |
|                                                                                                |    | Sørvågen            | 80 Bodø Røst                                            |
|                                                                                                |    | Å                   | ändpunkt för E10                                        |
| På E10 i Norge finns ytterligare ett antal broar kortare än 500 m, samt ytterligare 10 tunnlar |    |                     |                                                         |

## Planer
På svensk sida finns inga stora planer på utbyggnad. Det planeras mötesfri landsväg längs delar av vägen, bland annat mellan Avvakko–Lappeasuando (byggstart fas 2 tidigast 2022) och Morjärv–Västra Svartbyn (byggstart preliminärt 2024[Uppdatering behövs]).
I Liikavaara utanför Gällivare ska vägen flyttas för utbyggnad av Aitikgruvan, vilket betalas av gruvägaren Boliden, förutom 20% som Trafikverket bekostar för utbyggnad till 2+1-väg längs den nya sträckan. Byggstart planeras till 2022 och vägen ska stå klar 2023.[Uppdatering behövs]
På norska sidan finns betydande planer, bland annat på genvägar i tunnel som sparar betydande körsträcka eftersom vägen går delvis runt fjordar och halvöar. Bland annat en tunnel under Tjeldsundet, en 6 km tunnel Kanstadbotn-Fiskefjorden, och en 2 km tunnel under Lyngværfjellet vid Kabelvåg, och en 700 m bro över Flakstadpollen. Delar av det planeras byggas under 2020-talet.